# ウェールズの国章
ウェールズの国章（ウェールズのこくしょう）は、グレートブリテンおよび北アイルランド連合王国（イギリス）を構成する「構成国」のひとつであるウェールズの紋章。赤い竜を中心とした紋章であるが、その他にも公式・非公式のシンボルが複数含まれる。

## 概要
赤い竜はウェールズのシンボルとして広く認識されており、ウェールズの国旗にも含まれる。ウェールズの国章には、竜の周囲にいくつかのシンボルが配置されており、そこにウェールズの歴史や文化が反映されている。ウェールズの竜の起源にまつわる伝説は複数あり、特にアーサー王伝説やウェールズの古代王国に関連するエピソードが多い。
ウェールズにおいて竜は勇気や力の象徴ともされており、ウェールズの人々にとって欠かしがたい存在である。

## デザイン

ウェールズの国章

ウェールズの国章は非常に象徴的であり、歴史的な意味をもったデザインである。ウェールズの国章には、主に以下の要素が含まれている。
- 赤い竜（Y Ddraig Goch）

ウェールズの国章の中心に描かれているのが、赤い竜である。この竜はウェールズの象徴であり、ウェールズの伝説では、古代ウェールズの王が赤い竜を従えていたとされる。赤い竜は勇気や力、ウェールズのアイデンティティを表す。
- 緑と白の背景

ウェールズの赤い竜は、緑と白の背景の上に描かれている。この2色はウェールズの国旗の色でもあり、ウェールズがもつ風景や自然を象徴する。
- ラテン語の標語

ウェールズの国章には、ラテン語の標語「Prydain Fydd」（ウェールズよ永遠に）が書かれている。この標語はウェールズの独立心や文化への誇りを表すものである。

## 成立背景
ウェールズの赤い竜のシンボルには非常に古い歴史があり、アーサー王伝説やウェールズ神話にも登場する。ウェールズの国章は、ウェールズの文化や歴史を象徴する重要なシンボルとなっている。この国章はウェールズ政府やウェールズの公的機関で使われており、ウェールズのアイデンティティを強調する役割を果たしている。